# Otto Gustaf Nordensköld
Otto Gustaf Nordensköld, född den 9 december 1780 på Frugård i Finland, död den 6 december 1861 i Karlskrona, var en svensk friherre och sjömilitär, sonson till Carl Fredrik Nordenskjöld den äldre och son till översten vid Fortifikationen Adolf Gustaf Nordensköld (död 1821). Gift 1808 i Karlskrona med Anna Fredrika Lidströmer (1786-1842), dotter till uppfinnaren och överstelöjtnant mekanikus Jonas Lidströmer.

## Biografi
Nordensköld blev 1795 fänrik vid örlogsflottan, deltog i och ledde en mängd sjöexpeditioner samt prövade ute och hemma på krigets lek. En anställning i engelska flottan 1799 avbröts i början av 1801 genom fredsbrottet mellan Storbritannien och de nordiska makterna, varunder Nordensköld kvarhölls som krigsfånge i England. Under finska kriget 1808–09 var han det förstnämnda året flaggadjutant och tjänstgjorde 1809 som förste flaggadjutant på expeditionen till Västerbotten. Under krigsoperationerna i Norge 1814 hade Nordensköld befäl över en fregatteskader, som skulle blockera norska kusten. Han utnämndes 1821 till konteramiral och kallades 1837 till chef för Förvaltningen av sjöärendena, men återvände 1841 till Karlskrona som befälhavande amiral och överkommendant. Under tiden hade han 1840 blivit viceamiral och 1841 friherre. År 1845 utnämndes han till amiral och tog 1846 avsked ur tjänsten. Vid ridderskapets och adelns förhandlingar på riksdagarna uppträdde Nordensköld med värme till försvar för den så kallade Stora flottan. Han var ledamot av de 1826 och 1841 tillsatta sjöförsvarskommittéerna samt 1839–41 av unionskommittén samt ledamot av Örlogsmannasällskapet och Krigsvetenskapsakademien.